# 奧特巴赫河 (多瑙河支流)
49°1′32.5″N 12°14′17.4″E / 49.025694°N 12.238167°E
奧特巴赫河是德國的河流，位於該國東南部，由巴伐利亞負責管轄，屬於多瑙河的左支流，河道全長22.5公里，流域面積98.1平方公里。